# Jeanne-Marie Leprince de Beaumont
Jeanne-Marie Leprince de Beaumont phát âmⓘ (26 tháng 4 năm 1711 – 8 tháng 9 năm 1780) là một tác giả người Pháp. Bà nổi tiếng vì là người viết câu chuyện cổ tích Người đẹp và quái vật. Chồng của bà là điệp viên người Pháp Thomas Pichon (1757–1760).

## Tác phẩm
- Civan, roi de Bungo: Histoire japonnoise ou tableau de l'éducation d'un prince. Slatkine. 1998. ISBN 978-2-05-101683-4.  (1st edition 1758)
- Jeanne-Marie Leprince de Beaumont (1983). La Belle et la Bête. Illustrator Willi Glasauer. Gallimard Jeunesse. ISBN 978-2-07-053881-2.

### Truyện cổ tích
- Le Prince Chéri (Prince Darling)
- La Curiosité (The Curiosity)
- La Belle et la Bête (Người đẹp và quái vật)
- Le Prince Fatal et le Prince Fortuné (Prince Fatal and Prince Fortune)
- Le Prince Charmant (Prince Charming)
- La Veuve et ses deux filles (The Widow and her Two Daughters)
- Le Prince Désir (Prince Hyacinth and the Dear Little Princess)
- Aurore et Aimée (Aurore and Aimée)
- Conte des trois souhaits (The Tale of the Three Wishes)
- Conte du pêcheur et du voyageur (The Tale of the Fisherman and the Traveler)
- Joliette
- Le Prince Tity (Prince Tity)
- Le Prince Spirituel ('Prince Spirituel)
- Belote et Laidronette (Belote and Laidronette)